# Myxozyma udenii
Myxozyma udenii är en svampart som beskrevs av Spaaij, G. Weber, Oberw. & Van der Walt 1990. Myxozyma udenii ingår i släktet Myxozyma och familjen Lipomycetaceae.   Inga underarter finns listade i Catalogue of Life.